# Trackshittaz
I Trackshittaz sono stati un duo hip-hop austriaco della regione del Mühlviertel (Alta Austria), in Austria. Con il brano Oida taunz! sono diventati il primo gruppo hip-hop nel loro Paese ad aver raggiunto la prima posizione in classifica.

## Storia
Il gruppo è stato formato all'inizio del 2010 da Lukas Plöchl (nome d'arte G-Neila) e da Manuel Hoffelner (nome d'arte Manix), uno studente originario dall'istituto per le professioni economiche di Leopoldschlag. Il nome del gruppo ha origine nella fase fondativa del gruppo, sulla scia della decisione di partecipare alla gara per gruppi UHS in corso a Freistadt, per il quale però serviva avere già inciso almeno 6 brani, cosa che per i Trackshittaz era all'epoca impossibile, giacché gruppo di nuova formazione; si è ovviato al problema tramite "rausgesch 8 days 6 tracks ...", che sono state le prime tracce conosciute pubblicate dal gruppo, tramite YouTube: fra queste, c'era Alloa bam Fraunz, parodia del brano Alors on danse di Stromae, che è stata vista più di 100.000 volte.
Dall'ottobre del 2010 al gennaio dell'anno successivo, Plöchl ha partecipato ad un talent show dell'ORF. Dopo l'apparizione nel primo spettacolo, i due musicisti hanno firmato con la Sony Music e pubblicato il brano Oida Taunz!, che ha raggiunto la classifica dei singoli austriaci più venduti il 1º novembre 2010, raggiungendo la prima posizione in classifica solo con la versione digitale, primato confermato nel gennaio del 2011 anche con il brano Guuugarutz.
A febbraio 2011 partecipano alla finale nazionale per l'Eurovision Song Contest 2011, raggiungendo con Oida taunz! la seconda posizione.
Il secondo album, Prolettn feian längaah, è stato pubblicato a luglio del 2011, arrivando al primo posto in classifica direttamente al debutto in classifica e guadagnandosi così il disco d'oro. Con la traccia Touchdown, non inclusa nell'album, hanno scritto la canzone ufficiale per la Coppa del Mondo di calcio.
Nel 2012, partecipano di nuovo alla finale nazionale per l'Eurovision Song Contest 2012, vincendo contro la drag queen Conchita Wurst; hanno portato la canzone Woki mit deim popo, che ha raggiunto l'ultima posizione nella prima semifinale, non qualificandosi alla finale.

## Stile
Lo stile rinvia spesso al loro trattore, Gangsta Partyrap, ed assomiglia nella forma al Southern rap. La maggior parte dei loro brani è formata da rime semplici ed ha come base musicale suoni elettronici.
La presenza del duo nel loro genere è controversa; il gruppo Die Vamummtn hanno composto un brano dissing contro di loro. I Trackshittaz non si vedono come un classico nel loro genere, principalmente perché mantengono la stessa immagine.

## Discografia

### Album
- 2011 - Oidaah pumpn muas's
- 2011 - Prolettn feian längaah
- 2012 - Traktorgängstapartyrap
- 2012 - Zruck zu de Ruabm

### Singoli
- 2010 - Oida taunz
- 2011 - Guuugarutz
- 2011 - Killalady
- 2011 - Touchdown
- 2011 - Grüllarei
- 2011 - Oida Chüüü
- 2011 - Woki mit deim Popo
- 2012 - Geila ois

## Premi
- 2011: Disco d'oro per le 10 000 copie vendute di Oidaah pumpn muas's in Austria
- 2011: Disco d'oro per le 15 000 copie vendute di Oida taunz! in Austria
- 2011: Disco di platino per le 20 000 copie vendute di Oidaa pumpn muas's in Austria
- 2011: Disco d'oro per le 10 000 copie vendute di Prolettn feian längaah in Austria